# Lübecker Senat 1883 und 1884

Flagge Lübecks 1890–1935

Der Senat der Freien und Hansestadt Lübeck als Kabinett in den Jahren 1883 und 1884. 

## Bürgermeister

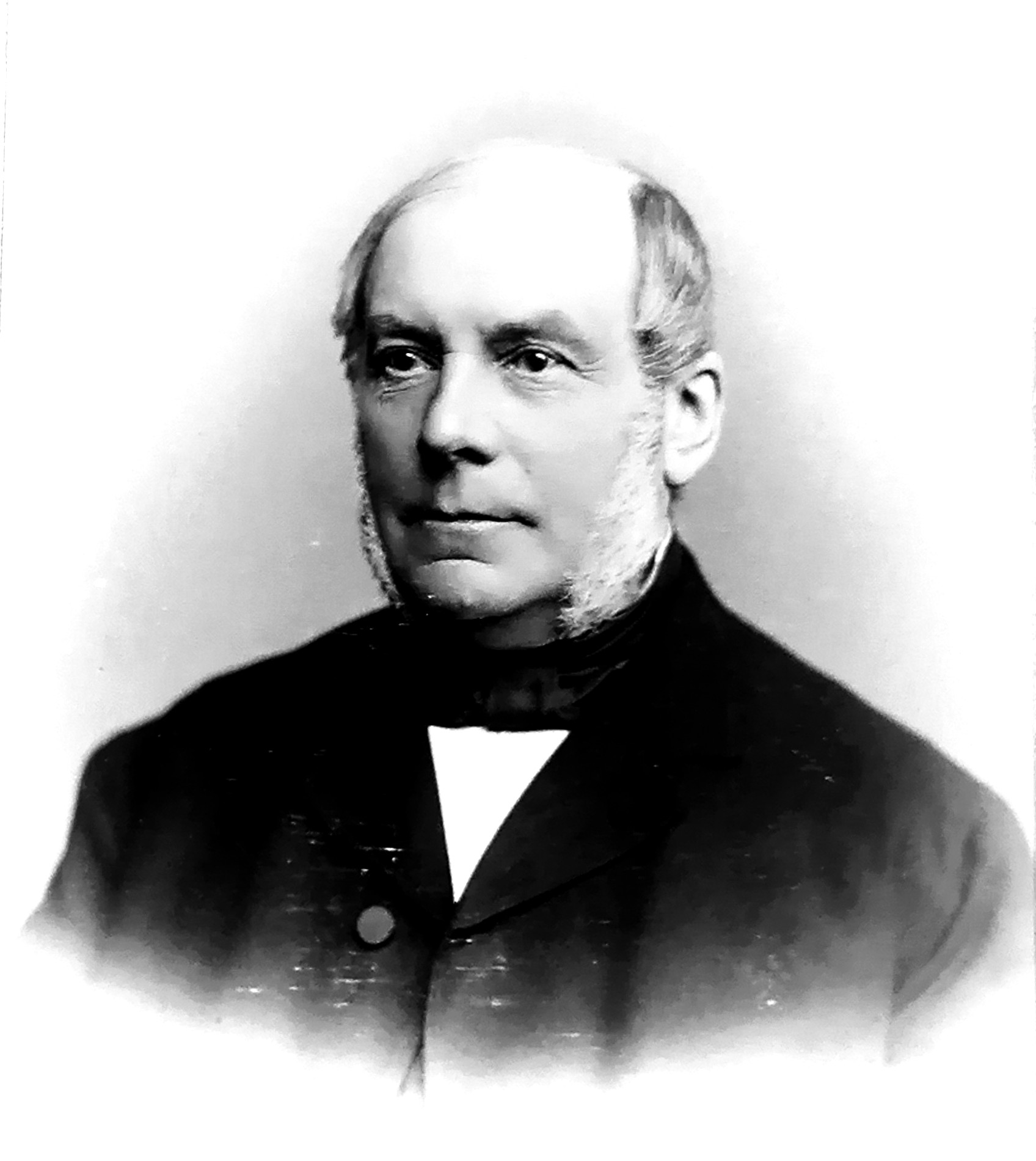
Heinrich Theodor Behn

- Heinrich Theodor Behn, Senator seit 1858

## Senatoren
- Johann Daniel Eschenburg, seit 1846. Gestorben 25. Februar 1884.
- Theodor Curtius, seit 1846
- Gabriel Christian Carl Hermann Schroeder, seit 1865. Gestorben 26. Oktober 1883.
- Georg Friedrich Harms, seit 1866
- Arthur Gustav Kulenkamp, seit 1869
- Wilhelm Brehmer, seit 1870
- Carl Heinrich Sievers, seit 1871
- Franz Eduard Hermann Rittscher, seit 1873
- Thomas Johann Heinrich Mann, seit 1877
- Johannes Fehling, seit 1878
- Heinrich Klug, seit 1879
- Heinrich Alphons Plessing, seit 1879
- Karl Peter Klügmann, seit 1880
- Emil Wolpmann, seit 1883
- Johann Hermann Eschenburg, seit 1884